# ريكاردو فيدال (منافس ألعاب قوى)
ريكاردو فيدال (بالإسبانية: Ricardo Vidal) هو منافس ألعاب قوى تشيلي، ولد في 10 سبتمبر 1930، وتوفي في 9 مارس 2010.

## وصلات خارجية
- ريكاردو فيدال على موقع اللجنة الأولمبية الدولية (الإنجليزية)
- ريكاردو فيدال على موقع أوليمبيديا (الإنجليزية)